# Marieluise Claudius
Marieluise Claudius (* 6. Januar 1912 in Meiningen; † 1. August 1941 in Berlin) war eine deutsche Schauspielerin.

## Leben
Marieluise Claudius war die Tochter des Hofschauspielers, Regisseurs, Produzenten und Filmfirmenmanagers Erich Claudius und der Schauspielerin Lisbeth Reschke (1887–1971).
Bereits in ihrer Kindheit stand sie mehrmals auf der Bühne des Meininger Theaters. Ihr erstes Engagement erhielt sie 1932 in Düsseldorf unter Walter Bruno Iltz. Ihr Filmdebüt gab sie als Abiturientin in dem tendenziösen Zeitstück Reifende Jugend. Man sah sie unter anderem als Preußenprinzessin Wilhelmine in Der alte und der junge König und als polnische Mätresse von August dem Starken in dem gleichnamigen Film. Zweimal, in Peer Gynt und in Der Mann, der Sherlock Holmes war, war sie Partnerin von Hans Albers.
Schon im Alter von 29 Jahren starb Claudius an einer Herzmuskelschwäche und wurde auf dem Neuen Friedhof Wannsee in Berlin beigesetzt. Das Grab ist nicht mehr auffindbar.

## Filmografie
- 1933: Reifende Jugend
- 1933: Die Stimme der Liebe
- 1934: Das verlorene Tal
- 1934: Krach um Jolanthe
- 1934: Peer Gynt
- 1935: Der alte und der junge König
- 1935: Der rote Reiter
- 1935: Ich war Jack Mortimer
- 1935: Der Ammenkönig
- 1936: August der Starke
- 1936: Die Entführung
- 1937: Der Mann, der Sherlock Holmes war
- 1937: Pan
- 1937: Einmal werd’ ich Dir gefallen
- 1938: Maja zwischen zwei Ehen
- 1938: Schatten über St. Pauli
- 1940: Ein Robinson